# Павел (Константинов)
Митрополит Павел (в миру Петр Константинов; 5 марта 1882, Самоков — 5 октября 1940, Стара-Загора) — епископ Болгарской православной церкви, митрополит Старозагорский.

## Биография
Начальное образование получил в Самокове, а гимназическое — в Русе.
В 1897 году поступил в Самоковское богословское училище, которое окончил в 1902 году.
Уехал в Россию, где окончил Таврическую духовную семинарию, а в году 1907 году — Санкт-Петербургскую духовную академию со степенью кандидата богословия.
6 декабря 1907 года митрополитом Тырновским Анфимом пострижен в монашество с именем Павел, а 20 июня 1908 года митрополитом Доростольским и Червенским Василием рукоположен в сан иеромонаха.
После этого Священным Синодом назначен учителем-воспитателем в Софийскую духовную семинарию святого Иоанна Рыльского. Затем становится протосинкеллом Пловдивской митрополии, где служил 8 лет.
26 декабря 1913 года митрополитом Максимом возведён в сан архимандрита.
14 декабря 1917 года Священным Синодом назначен ректором Софийской духовной семинарию, которой руководил шесть учебных лет.
27 марта 1921 года был возведён в сан епископа с титулом «Драговитийский».
23 марта 1923 года Священный Синод утвердил Павла митрополитом Старозагорским.
Был одним из образованнейших и начитанных архиереев тогдашней Болгарской церкви. Оставил после себя много написанных и переведённых книг. Представляют интерес его дневники, в которых отражено его видение исторических событий, современником которых он был.
Будучи членом малого состава Священного Синода, вместе с другими архиереями благословил брак царя Бориса III и Иоанны Савойской, состоявшийся 31 октября 1930 года в кафедральном храме святого Александра Невского.
Скончался 5 октября 1940 года.